# میخیل فان در هایدن
میخیل فان در هایدن (هلندی: Michiel van der Heijden؛ زادهٔ ۳ ژانویهٔ ۱۹۹۲) دوچرخه‌سوار اهل هلند است.